# Ranunculus pilosifrons
Ranunculus pilosifrons är en ranunkelväxtart som först beskrevs av George Gunnar Marklund och Fagerstr., och fick sitt nu gällande namn av S. Ericsson. Ranunculus pilosifrons ingår i släktet ranunkler, och familjen ranunkelväxter. Inga underarter finns listade i Catalogue of Life.